# Škoda vz. 1909
La Škoda vz. 1909 era una mitragliatrice media austro-ungarica, evoluzione della Salvator-Dormus M1893, prodotta dalla cecoslovacca Škoda negli stabilimenti di Plzeň. Trovò limitato impiego durante la prima guerra mondiale.

## Storia
Il maggiore dell'Imperial regio Esercito austro-ungarico Georg von Dormus e l'Arciduca d'Austria Francesco Salvatore d'Asburgo-Lorena brevettarono nel 1888 una nuova mitragliatrice azionata a massa battente con ritardo di apertura, conosciuta come Salvator-Dormus M1893. Venne adottata come arma da fortezza dal k.u.k. Armee, con la denominazione Škoda Maschinengewehr M1893 (Mitrailleuse), e nel 1894 dalla k.u.k. Kriegsmarine. A questa seguì la versione raffreddata ad acqua e alimentata a nastro M1902.
Per competere con la mitragliatrice Schwarzlose, adottata dalla Duplice Monarchia nel 1905, la Škoda riprogettò completamente la sua mitragliatrice. La nuova Škoda Maschinengewehr M1909 non riuscì ad imporsi sulla concorrente e venne acquisita solo in piccoli numeri, ma venne comunque impiegata durante la prima guerra mondiale.

## Tecnica
L'arma, con canna fissa, era azionata da un meccanismo a massa battente, modificato rispetto all'originale, con ritardo di apertura basato su un sistema a blocchi oscillanti e su una grossa molla di recupero inserita in un tubo nella parte posteriore del castello. Un oliatore per le cartucce consentiva una cadenza di tiro di 425 colpi al minuto. Il riduttore di tiro fu eliminato. Il sistema di alimentazione, migliorato rispetto all'originaria tramoggia a gravità ma comunque problematico, impiegava nastri da 250 colpi, che entravano da una finestra di alimentazione sulla sinistra del castello e fuoriusciva da una finestra di espulsione superiore.

## M1913
L'ultima evoluzione della mitragliatrice Salvator-Dormus fu la versione "Škoda Maschinengewehr M1913". L'arma ricevette un sistema di alimentazione migliorato e un nuovo basso affusto a treppiede scudato. Tuttavia questa mitragliatrice Škoda non riuscì a competere con la Schwarzlose. Venne acquisita in pochi esemplari per le truppe di riserva, che tuttavia la impiegarono nella prima guerra mondiale.